# Platygaster distincta
Platygaster distincta är en stekelart som beskrevs av Fouts 1926. Platygaster distincta ingår i släktet Platygaster och familjen gallmyggesteklar. Inga underarter finns listade i Catalogue of Life.